# Гай Бруттій Презент Луцій Фульвій Рустік
Гай Бруттій Презент Луцій Фульвій Рустік (68 — 140) — політичний та військовий діяч Римської імперії, консул-суффект 118 року і ординарний консул 139 року.

## Життєпис
Походив з роду нобілів Брутіїв. Син Гая Брутія Максима, сенатора та проконсула Сирії 80 року, і Фульвії Рустіки. Замолоду займав посади riumvir capitalis та tribunus laticlavius. З 88 до 89 року був військовим трибуном I Легіона Мінерви. Після цього очолив  вексиляції з Нижньої Германії до Панонії для участі у військовій кампанії імператора Доміціана проти Дакії. З 92 до 93 року був квестором у провінції Бетіка. Тут затоваришував з майбутнім імператором Адріаном. По поверненню став сенатором, але здебільшого мешкав у своїх маєтках у Кампанії та Луканії. У 107 році за порадою друга Плінія Молодшого повернувся до Риму.
З 114 до 115 року очолював VI Залізний легіон у війні імператора Траяна проти Парфії . Легіон діяв здебільшого у Вірменії, звідки перейшовши гірське пасмо, захопив м. Тігранокерт. Після смерті у 117 році Траяна Брутія було призначено легатом, намісником Кілікії. У 118 році став консулом-суффектом.
Гай Брутій користувався значною довірою імператора Адріана. З 121 до 124 року обіймав посаду імператорського легата у Каппадокії, а з 124 до 128 року керував провінцією Нижня Мезія. З 134 до 135 року як проконсул керував провінцією Африка. У 136—137 роках був проконсулом провінції Сирія. На цій посаді вів активну дипломатичну боротьбу проти Парфії, завдяки чому остання відмовилася розпочати війну проти Римської імперії.
Вплив Брутія зберігся й за володарювання Антоніна Пія. У 139 році став ординарним консулом разом з імператором Антоніном Пієм.

## Родина
Дружина — Лаберія Гостилія Криспіна
Діти:
- Луцій Фульвій Русцій Гай Бруттій Презент